# Bernard Homziuk
Bernard Homziuk (ur. w 1958 w Międzyrzecu Podlaskim) – polski rysownik, animator kultury. Brat Jerzego.
Odbył studia w Instytucie Wychowania Artystycznego UMCS w Lublinie. Dyplom z wyróżnieniem z rysunku uzyskał w pracowni grafiki prof. Danuty Kołwzan-Nowickiej. Pracuje jako adiunkt I° w Zakładzie Malarstwa i Rysunku II w Instytucie Sztuk Pięknych na Wydziale Artystycznym UMCS w Lublinie. Prowadzi zajęcia z rysunku.
W dorobku artystycznym posiada ponad 170 wystaw indywidualnych i zbiorowych w kraju i za granicą, m.in.: BWA w Lublinie, BWA w Rzeszowie, Galeria Ostrołęka, Biennale Małych Form Graficznych i Ekslibrisu w Ostrowiu Wielkopolskim, Konsulat Polski w Monachium, Galeria Spodki w Białymstoku, Kolekcja Fundacji Galeria Na Prowincji w Rishon Le Zion (Izrael), Artyści Lublina w Münster (Niemcy), grafika rysunek malarstwo w Warszawie, Wyższa Szkoła Plastyczna w Kijowie, Wyższa Szkoła Ekonomiczna w Kijowie, Galeria TCK w Tarnowie, Galeria Sztuki Współczesnej Dom Chemika w Puławach, Międzynarodowa Wystawa Małej Grafiki w Cadaques (Hiszpania), Triennale Polskiego Rysunku Współczesnego w Lubaczowie, Galeria Këgel w Kolonii (Niemcy), grafika rysunek malarstwo rzeźba w Wuppertalu (Niemcy), BWA w Krośnie, Międzynarodowe Triennale Sztuki Przeciw wojnie na Majdanku, Galeria Sztuki Współczesnej Baszta – BWA w Reszlu, Muzeum Historyczne w Przasnyszu, Katolicki Uniwersytet Lubelski, Galeria Po Schodach w Lublinie, Grafika Roku w Lublinie, Galeria Bonar w Łomży, Konkurs na rysunek im. Andriollego w Nałęczowie.
Animator życia artystycznego, pomysłodawca i komisarz wielu imprez o charakterze plastycznym w Lublinie: wystaw, aukcji charytatywnych i plenerów. Prace w zbiorach prywatnych i instytucjach w kraju i za granicą, m.in.: na Węgrzech, w USA, Hiszpanii, Rosji, Niemczech, Belgii, Kanadzie.